# Anticleora toulgoeti
Anticleora toulgoeti là một loài bướm đêm trong họ Geometridae.